# المحطة الحرارية آسفي
المحطة الحرارية اسفي، هي أول محطة فائقة الحرارة في إفريقيا، وأكبرمحطة في المغرب لإنتاج الطاقة الكهربائية عن طريق الفحم الحجري، تقع بجماعة اولاد سلمان المغربية، جنوب مدينة آسفي، ضمن إقليم آسفي، بجهة مراكش آسفي، تشرف عليه مجموعة “سافيك” المكونة من شركة “ناريفا هولدينغ” المغربية، و”جي دي إف سييز” الفرنسية، و”ميتسو” اليابانية.

## الإنتاج
يعتبر هذا المشروع من أهم الاستثمارات الأجنبية في المغرب، بقيمة 2.6 مليار دولار، بقدرة إنتاج إجمالية تصل إلى 1.386 ميغاوات، اعتبارا من سنة 2019، ما يصل إلى 25 في المائة من الطلب الوطني على الكهرباء، وذلك من خلال وحدتين حراريتين من الجيل الجديد، كما سيتم بيع الطاقة المولدة إلى الوطني للكهرباء والماء الصالح للشر في إطار اتفاقية مدتها 30 عاما، بناء على شراكة تنص على نقل مجموع أصول المحطة إلى المكتب بنهاية العقد.

## الشركة المسيرة
تسير المحطة مجموعة آسفي للطقاة "“سافيك”، الخاضعة للقانون المغربي، تساهم في هذه المجموعة شركة إنجي (35 في المائة من الأسهم) وناريفا القابضة (35 في المائة) وميتسوي آند كو (30 في المائة)، واللتي تولت تطوير المحطة وتمويلها وبناءها وتشغيلها. وقد وقع اختيار المكتب على هذا الكونسورسيوم المكون من الشركات الثلاث على إثر طلب عروض دولي.

## البناء
أشرفت على بناء المحطة المجموعة الكورية الجنوبية “دايوو للهندسة والبناء” على أساس أن يبدأ إنتاج الطاقة سنة 2018. تطلب بناء المحطة 48 مليون ساعة عمل، بمعدل 6800 وظيفة خلال مدة الورش التي امتدت على أربع سنوات كما تم تشييد ميناء صناعي قرب المحطة الحرارية لتسهيل شحن الفحم الحجري، وهو ميناء آسفي الجديد.

## التجهيزات
تم تشييد المحطة على مساحة 100 هكتار مخصصة للتجهيزات الأرضية و 15 هكتار مخصصة للتجهيزات البحرية التي تشمل إمدادات المياه وتصريف مياه التبريد، مع تجهيزات تمتد ل 5 كم على طول الساحل ( قناة تدفق وحزام نقل يصل إلى الميناء) 

## الأهداف
تم إنجاز هذا المشروع في إطار الاستراتيجية الوطنية التي ينفذها المكتب الوطني للكهرباء والماء الصالح للشرب، بهدف تزويد المغرب بمصادر متنوعة لتوليد الكهرباء لتلبية الطلب المتزايد وضمان التوازن بين العرض والطلب في المنظومة الوطنية للكهرباء بأقل تكلفة وفي إطار احترام البيئة.

## البيئة
تعتبر محطة آسفي أول محطة للطاقة الحرارية فائقة الحرارة في إفريقيا. حيث تتميز بنجاعة طاقية أكبر وميزات بيئية تقلل من بانبعاثات ثاني أكسيد الكربون. احتج المجتمع المدني المهتم بالبيئة على مشروع هذه المحطة سنة 2014، حيث تم تقدير ارتفاع حجم النفايات الملوثة الناتجة عن اشتغال المحطة الحرارية بمدينة آسفي إلى نصف مليون طن سنويا، من بينها 400 ألف طن من الرماد المتطاير على شكل جزيئات، و100 ألف طن من الرماد المترسب، والناتج عن استعمال 10 آلاف طن من الفحم يوميا من أجل تشغيل المحطة. كما تم توقع أن تؤثر المحطة على النظام البيئي للمنطقة. سنة 2023، أعلن التكتل الحقوقي بمدينة آسفي عن مقاضاته للمدير العام لشركة “آسفي للطاقة”، بسبب ما أطلي عليه ”الشطط الممنهج على البيئة والساكنة”. احتج برلمانيون اسبان سنة 2021 على استيراد بلادهم لما أسموه "بالطاقة الملوثة" من محطة آسفي.

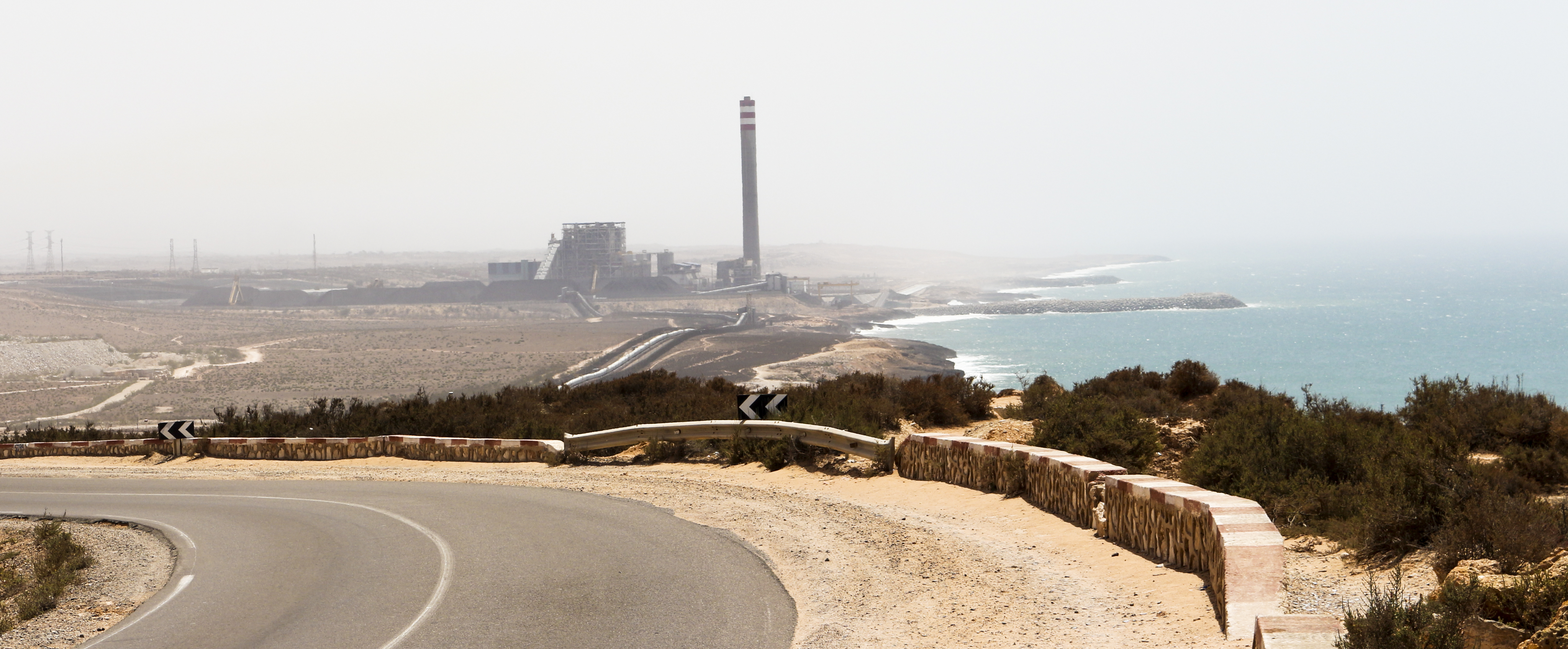
المحطة الحرارية آسفي

## الاتهامات
قام المجتمع الحقوق في المغرب باتهام الشركة الفرنسية المساهم في مشروع المحطة الحرارية بقيمة 35 في المائة، على أنها وفرت عشرات الملايين من اليورو باستخدام ثغرات ضريبية في إستراليا، كما تورطت في مشروع أسمه “سالمون” حسب تسريبات وثائق بنما. كماتم اتهما المجموعة المسؤولة عن المحطة من طرف نفس الجهات بإخضاع السلطات المحلية والجماعات والمنتخبون إلى سلطتها وتنفيذ قراراتها الأحادية المتعلقة بمصير المدينة وبيئتها، وعدم احترام القوانين المنظمة للشغل، واحتكار الصفقات.

## المجتمع
خلق هذا المشروع 900 منصب شغل دائم. كما يساهم في تعزيز التنمية الاقتصادية والاجتماعية يالمنطقة، خاصة فيما يتعلق بالنهوض بنسيج المقاولات الصغرى والمتوسطة المحلية. رغم ذلك، تطالب ساكنة جماعة اولاد سلمان هذه الشركة بالمساهمة بشكل أكثر في التنمية الاقتصادية والاجتماعية للمنطقة، كما اتهمتها بالساكنة بالتأثير على صحة الناس والمواشي.